# Thermi-Point-Pistole

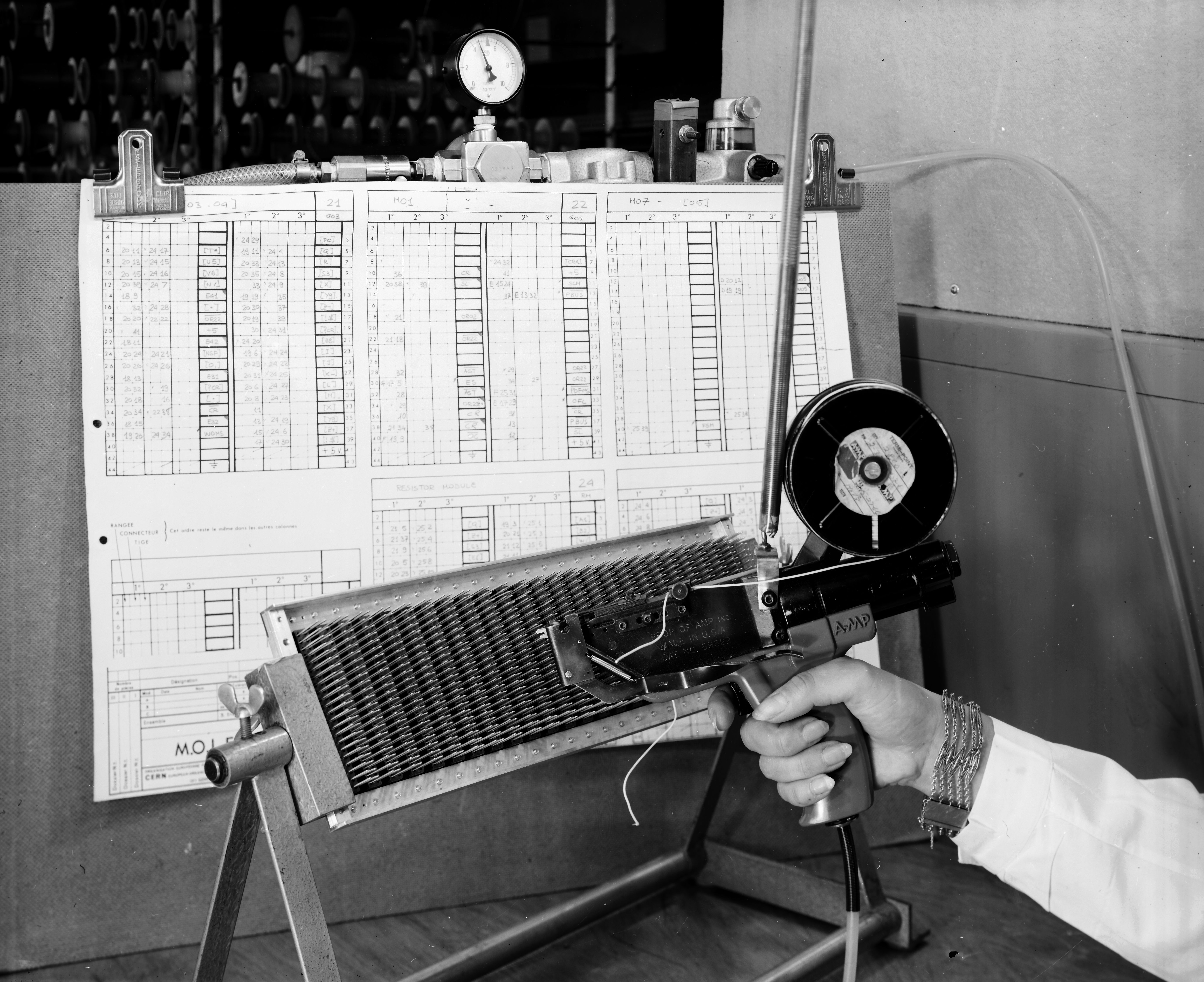
Thermipoint-Pistole (1968)

Eine Thermi-Point-Pistole ist ein Werkzeug zum Installieren von elektrischen Kabeln auf einem Anschlussfeld, welches aus Reihen von rechteckiger Drahtstiften besteht.
Die Pistole isoliert den Draht ab und befestigt den Draht mithilfe einer Klammer auf den flachen Drahtstift. Diese Verdrahtungsart ist der Vorgänger der Reihenklemmen. Die Technik gibt es mindestens seit den 1960er Jahren. Vorteile sind der geringe Platzbedarf. Aufgrund der guten Langzeiterfahrungen findet diese Verdrahtungsart Anwendung in der Nukleartechnik. Alternativ gibt es eine Handwerkzeug um kleine Änderungen durchzuführen.
Ein ähnliche Verbindungstechnik mit ähnlichen Anwendungsbereich stellt Wire Wrap dar.